# Cicaré CK.1
Cicaré CK.1 (sprvaCH.III Colibrí) je bil lahki trisedežni batno gnani helikopter, ki so ga razvili v Argentini v 1970ih. Prvič je poletel septembra 1976. Argentinske sile so naročile pet predserijskih helikopterjev, potem se je nadaljnji razvoj končal.

## Specifikacije
- Posadka: 1 pilot
- Kapaciteta: 2 potnika
- Dolžina: 8,53 m (28 ft 0 in)
- Premer glavnega rotorja: 7,60 m (24 ft 11 in)
- Višina: 8,53 m (28 ft 0 in)
- Površina glavnega rotorja: 43,8 m2 (471 ft2)
- Prazna teža: 469 kg (1034 lb)
- Gros teža: 800 kg (1764 lb)
- Motor: 1 × Cicaré 4C-27, 149 kW (200 KM)

- Maks. hitrost: 163 km/h (101 mph)
- Dolet: 480 km (298 milj)